# Ludlow (Massachusetts)
Ludlow – miejscowość w USA, w stanie Massachusetts, w hrabstwie Hampden.

## Religia
- Parafia Chrystusa Króla

## Sport
Piłka nożna jest bardzo popularną dziedziną sportu.